# Kallmanns syndrom
Kallmanns syndrom är en sällsynt endokrin sjukdom som leder till brist på könshormoner, och förekommer både för pojkar och mer sällsynt flickor. Den diagnostieras av utebliven pubertet samt avsaknad av luktsinne (anosmi), s.k  hypogonadotropisk hypogonadism,. Det vill säga att könskörtlarnas hormonproduktion är underaktiv, och att personen också har låga nivåer av frisättningshormonerna luteiniserande hormon och follikelstimulerande hormon. Kallmans syndrom påverkar både det primära och det sekundära könsuttrycket.
Sjukdomen har fått sitt namn efter den tyskfödda amerikanske psykiatern och genetikern Franz Kallman som beskrev sjukdomen 1944. Beräkningar pekar på att Kallmanns syndrom förekommer hos 1 av ca 50 000 kvinnor och 1 av ca 10 000 män. Sjukdomen är alltså vanligare hos män än hos kvinnor, vilket kan förklaras med att en variant av Kallmans syndrom orsakas av en skada på en gen på X-kromosomen, som ärvs av modern.
Då komponenterna i Kallmanns syndrom är flera behandlas symptomen på olika sätt. Den uteblivna puberteten behandlas genom att könshormon tillförs på olika vis, men med fördel genom intramuskulära injektioner, även gel eller plåster förekommer med olika utfall. 